# 坦巴昆達
坦巴昆達屬西非最常河尼日河的源頭區域，該河最後於尼日河三角洲注入幾內亞灣，全長約4180公里。坦巴昆達位於幾內亞高地上低矮的塔賈隆山脈，海拔約745公尺，該區域常以富塔賈隆稱之。